# Weetabix

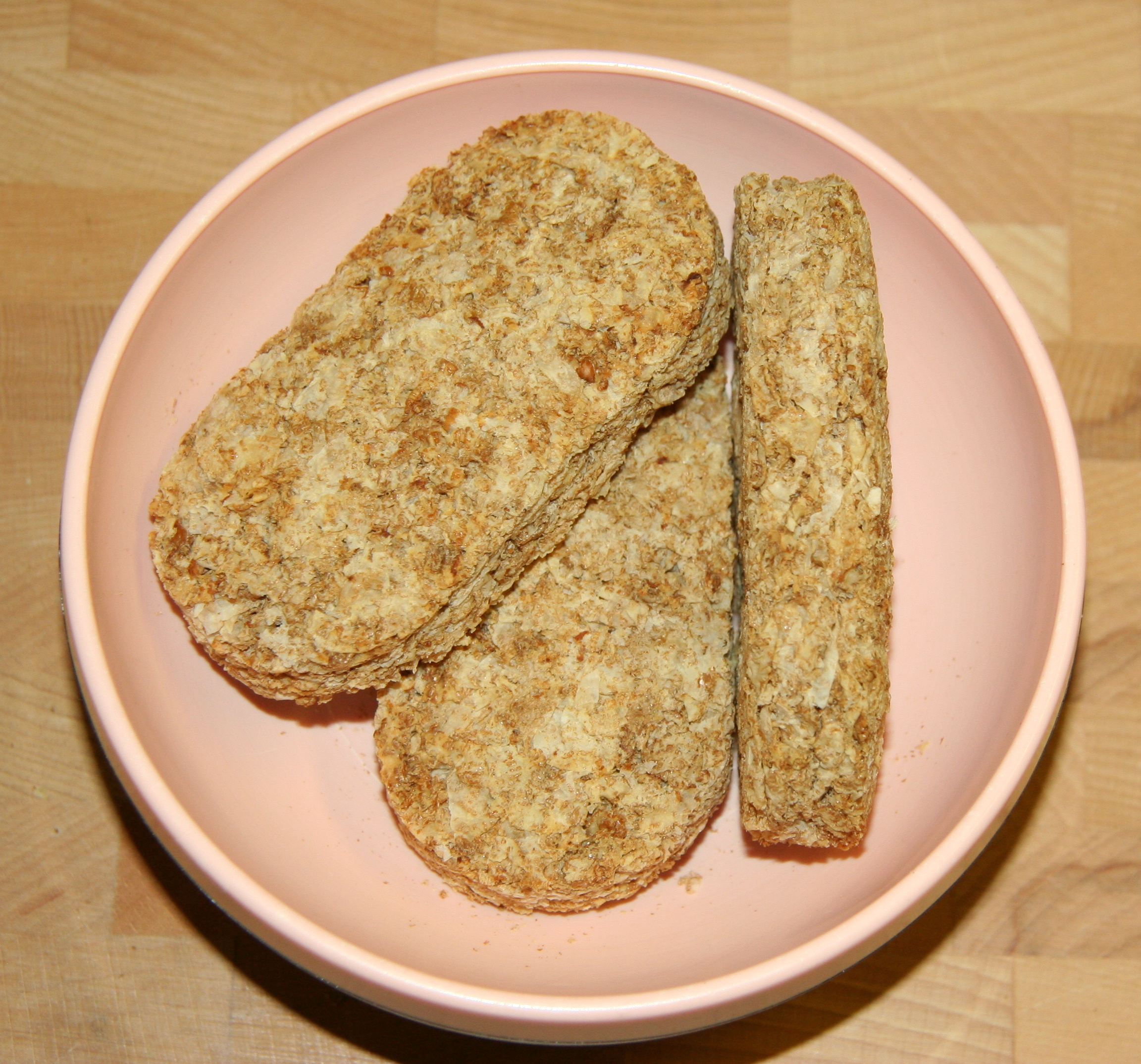
Weetabixkakor i en skål i väntan på att smulas sönder

Weetabix är frukostflingor av vete som produceras av Weetabix Limited of the United Kingdom. Weetabix uppfanns i Australien på 1920-talet av Bennison Osborne. Flingorna sitter ihop i kakor, men dessa är lätta att smula sönder. Oftast äts flingorna med mjölk eller fil, samt sylt eller socker.